# Kraja orožja iz Vojašnice Postojna
Kraja orožja iz Vojašnice Postojna se je zgodila v noči iz 8. na 9. december 1999.
Neznani storilci so se zapeljali na področje vojašnice s tovornjakom, vlomili v hangar/skladišče in začeli natovarjati orožje. Potem so zapustili področje vojašnice, ne da bi pri tem vzbudili suma oz. bili opaženi s strani stražarjev.
Naslednje jutro (9. decembra) je stražar na jutranjem obhodu opazil vlomljena vrata in takoj obvestil poveljnika straže (neposredni odgovorni za varnost vojašnice je bil Robert Suhadolnik, akter afere Depala vas). Le-ta je nato sprožil prihod vojaške policije, s čimer se je začela preiskava kraje. Preiskava skladišča je pokazala, da so storilci selektivno izločali orožje in ukradli:
- 90 jurišnih pušk M 70,
- 10 polavtomatskih pušk M 59/66,
- neznano število jurišnih pušk SAR 80,
- 40 pištol Tula Tokarev TT-33/M 57,
- večjo količino streliva in
- neznano število ostrostrelnih pušk M 76.

Zaradi izbranega orožja so se kmalu pojavili sumi o notranjem sodelavcu oziroma o dobro obveščenem storilcu, saj so izpustili vse izstrošeno orožje in vzeli le najboljše.

## Afera
Dogodkom je sledila preiskava, ki je nato privedla do afere postojnsko orožje. Nemudoma po kraji sta se začeli dve neodvisni preiskavi: eno je vodila Kriminalistična policija, drugo pa Slovenska obveščevalno-varnostna agencija (SOVA). Medtem, ko policija sprva ni imela uspeha pri preiskavi, je SOVA januarja 2000 prejela preko svojih tajnih sodelavcev ponudbo za odkup manjše količine ukradenega orožja (3 kosi). Analiza odkupljenega orožja je pokazala, da izvirajo iz Postojne. Sledil je drugi nakup v aprilu istega leta, tokrat 5 kosov orožja, ki so vsi izhajali iz ropa. SOVA je celotni postopek dokumentirala in ugotovila povezavo med Darkom Njavrom in preprodajalci orožja. Maja 2000 je SOVA obvestila takratnega predsednika vlade v odstopu Janeza Drnovška o poteku in rezultatih preiskave. Le-ta je nato ukazal, da preiskavo prevzame policija. Policija pa ni hotela prevzeti dokazov, saj so bili po njihovih trditvah nezakonito pridobljeni in tako neuporabni na sodišču.
Kljub temu je policija uporabila indice iz Sovine preiskave in prišla do istih zaključkov. Kmalu zatem pa so se pričela obtoževanje med policijo in Sovo, da ena drugi prikriva rezultate preiskave in tako namerno ščiti znane storilce.
V celotno afero se je nato vključila še parlamentarna komisija državnega zbora, ki je imela nalogo preiskati možno vpletenost druge države oz. tuje obveščevalne službe, a se je pri preiskavi naslonila na možno sporno vpletenost Sove v preiskavo.
Vse preiskave so nato zamrle, kljub temu, da so bili zbrani dokazi dveh preiskav, znani osumljenci in znane lokacije, kjer so se srečevali.